# La Cabane à Midas – L'Enlèvement de Midassette
Albums de Oncle Pierre & Midas
La Cabane à Midas
(1968) Noël à la cabane à Midas
(1969)
Singles
1. Manha mahna / Le Cauchemar de Midas
Sortie : 1969

La Cabane à Midas – L'Enlèvement de Midassette est le deuxième album de l'oncle Pierre & Midas, commercialisé en 1969.
L'oncle Pierre & Midas sont des personnages de la série télévisée québécoise pour enfants La cabane à Midas. Ils sont respectivement interprétés par Désiré Aerts et Roger Giguère.
Note : bien que l'on ne mentionne sur les étiquettes que deux titres par face, en réalité, chaque face comporte trois parties; le début de la piste 1, suivi de la piste 2, et finalement, la fin de la piste 1.

## Titres
| 1. | Le Bazou d'Ephrem |  |
| 2. | Mahna Mahna       |  |

| 3. | La Capture de Sostin Leguine |  |
| 4. | Le Cauchemar de Midas        |  |